# Championnat d'Ouzbékistan de football 2022
Navigation
Édition précédente Édition suivante
La saison 2022 de la Super Ligue ouzbèke est la trente-et-unième édition de la  première division en Ouzbékistan depuis l'indépendance du pays.
Le Pakhtakor Tachkent est le tenant du titre et remporte son quinzième titre de champion.

## Clubs participants
- Lokomotiv Tachkent
- Pakhtakor Tachkent
- Navbahor Namangan
- FK Bunyodkor
- Metallurg Bekabad
- Nasaf Qarshi
- Qizilqum Zarafshon
- Kokand 1912
- FK AGMK
- Sogdiana Jizzakh
- Surkhon Termez
- Olimpic Tachkent - promu de D2
- Dinamo Samarqand - promu de D2
- Neftchi Ferghana - promu de D2

## Compétition

### Classement
| Rang | Équipe                 | Pts | J  | G  | N  | P  | Bp | Bc | Diff |
| ---- | ---------------------- | --- | -- | -- | -- | -- | -- | -- | ---- |
| 1    | Pakhtakor Tachkent T S | 54  | 26 | 15 | 9  | 2  | 47 | 18 | +29  |
| 2    | Navbahor Namangan      | 53  | 26 | 15 | 8  | 3  | 33 | 15 | +18  |
| 3    | Nasaf Qarshi C         | 49  | 26 | 13 | 10 | 3  | 37 | 16 | +21  |
| 4    | FK AGMK                | 44  | 26 | 13 | 5  | 8  | 44 | 23 | +21  |
| 5    | Qizilqum Zarafshon     | 39  | 26 | 12 | 3  | 11 | 34 | 36 | -2   |
| 6    | Olimpic Tachkent P     | 35  | 26 | 7  | 14 | 5  | 31 | 28 | +3   |
| 7    | Sogdiana Jizzakh       | 34  | 26 | 9  | 7  | 10 | 31 | 31 | 0    |
| 8    | FK Bunyodkor           | 34  | 26 | 9  | 7  | 10 | 29 | 37 | -8   |
| 9    | Neftchi Ferghana P     | 32  | 26 | 8  | 8  | 10 | 31 | 32 | -1   |
| 10   | Metallurg Bekabad      | 32  | 26 | 8  | 8  | 10 | 18 | 27 | -9   |
| 11   | Surkhon Termez         | 26  | 26 | 7  | 5  | 14 | 25 | 44 | -19  |
| 12   | Lokomotiv Tachkent     | 24  | 26 | 6  | 6  | 14 | 22 | 36 | -14  |
| 13   | Kokand 1912            | 22  | 26 | 4  | 10 | 12 | 21 | 38 | -17  |
| 14   | Dinamo Samarqand P     | 15  | 26 | 3  | 6  | 17 | 24 | 47 | -23  |

Ligue des champions de l'AFC 2023-2024
- 1er et C : phase de groupes
- 2e et 3e : tour préliminaire

Relégation en deuxième division
- 13e et 14e : relégation directe

Abréviations
- T : Tenant du titre
- C : Vainqueur de la Coupe d'Ouzbékistan 2022
- S : Vainqueur de la Supercoupe d'Ouzbékistan 2022
- P : Promu de deuxième division 2021

### Barrage de relégation
Un barrage de relégation est disputé en fin de saison afin de déterminer le dernier participant de l'édition 2023 de la première division. Le 25 novembre, Lokomotiv Tachkent rencontre le TURON Yaypan, le club de deuxième division gagne 2 à 1 et est promu en première division. Le Lokomotiv est relégué.